# Punta della Dogana

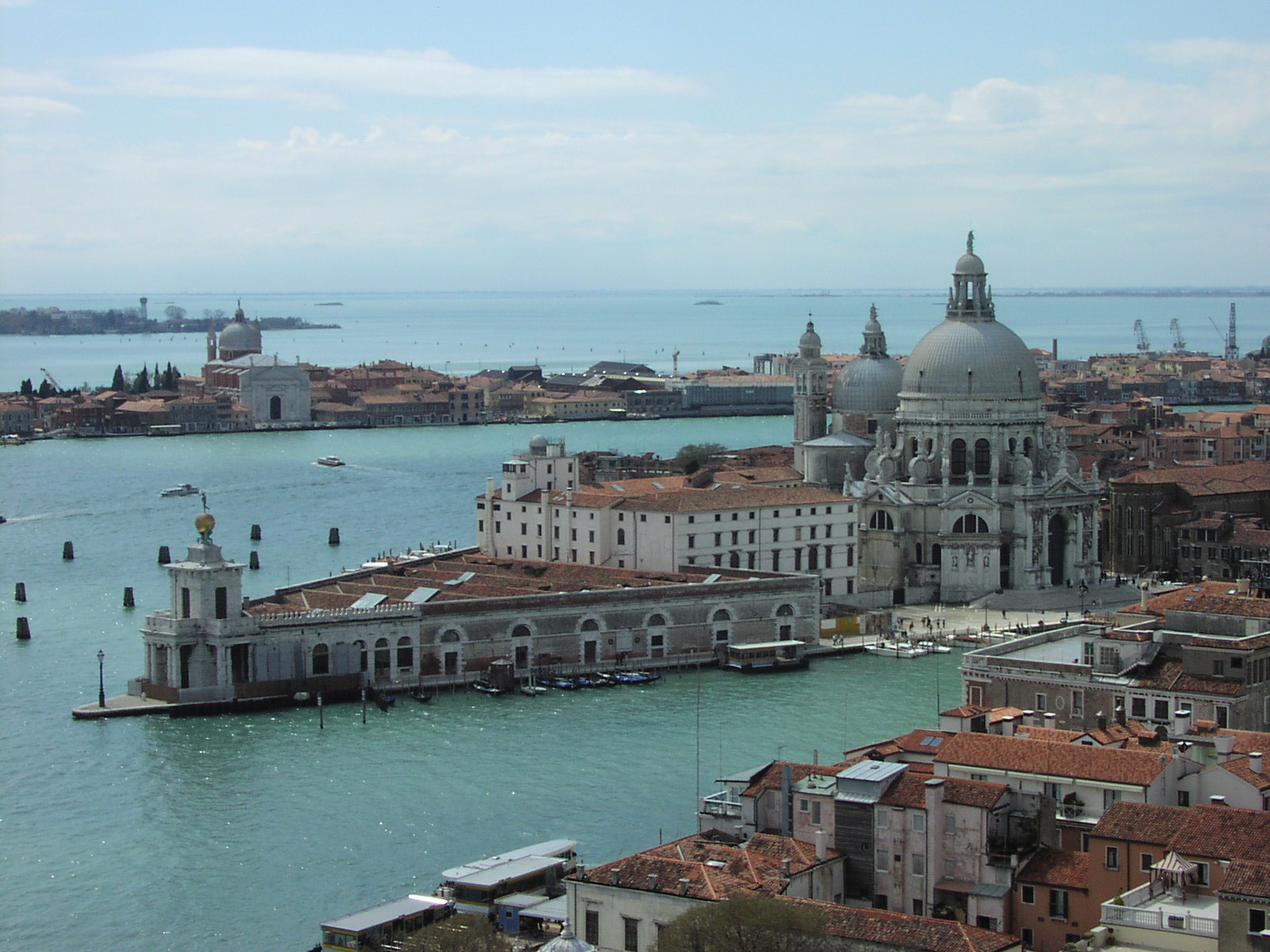
Punta della Dogana

La Punta della Dogana o Punta della Salute o Punta da Màr és una zona de Venècia, un punt triangular estret que divideix el Gran Canal i el Canal de la Giudecca, amb vistes a la Conca de Sant Marc.
La zona, que forma part del districte de Dorsoduro, acull tres importants complexos arquitectònics (la Basílica de Santa Maria della Salute, el palau del seminari patriarcal i el complex Dogana da Mar (la seu històrica però actualment no operativa de l'Agència de Duanes i Monopolis), d'on la zona pren el nom) i la principal estació mareogràfica de la llacuna de Venècia, d'on deriva el terme "Zero Mareografico Punta Salute" - ZMPS.

## Complexos arquitectònics

### Basílica de Santa Maria della Salute
Santa Maria della Salute (també coneguda com l'Església de la Salute o simplement La Salute) és una basílica votiva d'estil barroc venecià, dissenyada per Baldassare Longhena. Igual que va passar amb les esglésies del Redemptor i de Sant Roc, la basílica va ser construïda com a signe d'agraïment a la Mare de Déu pels venecians per l'alliberament de la pesta que va delmar la població entre 1630 i 1631. Es caracteritza per la seva planta interna octogonal i per la gran cúpula que domina el tram final del Gran Canal i mira cap a San Marco.

### Duanes Marítimes

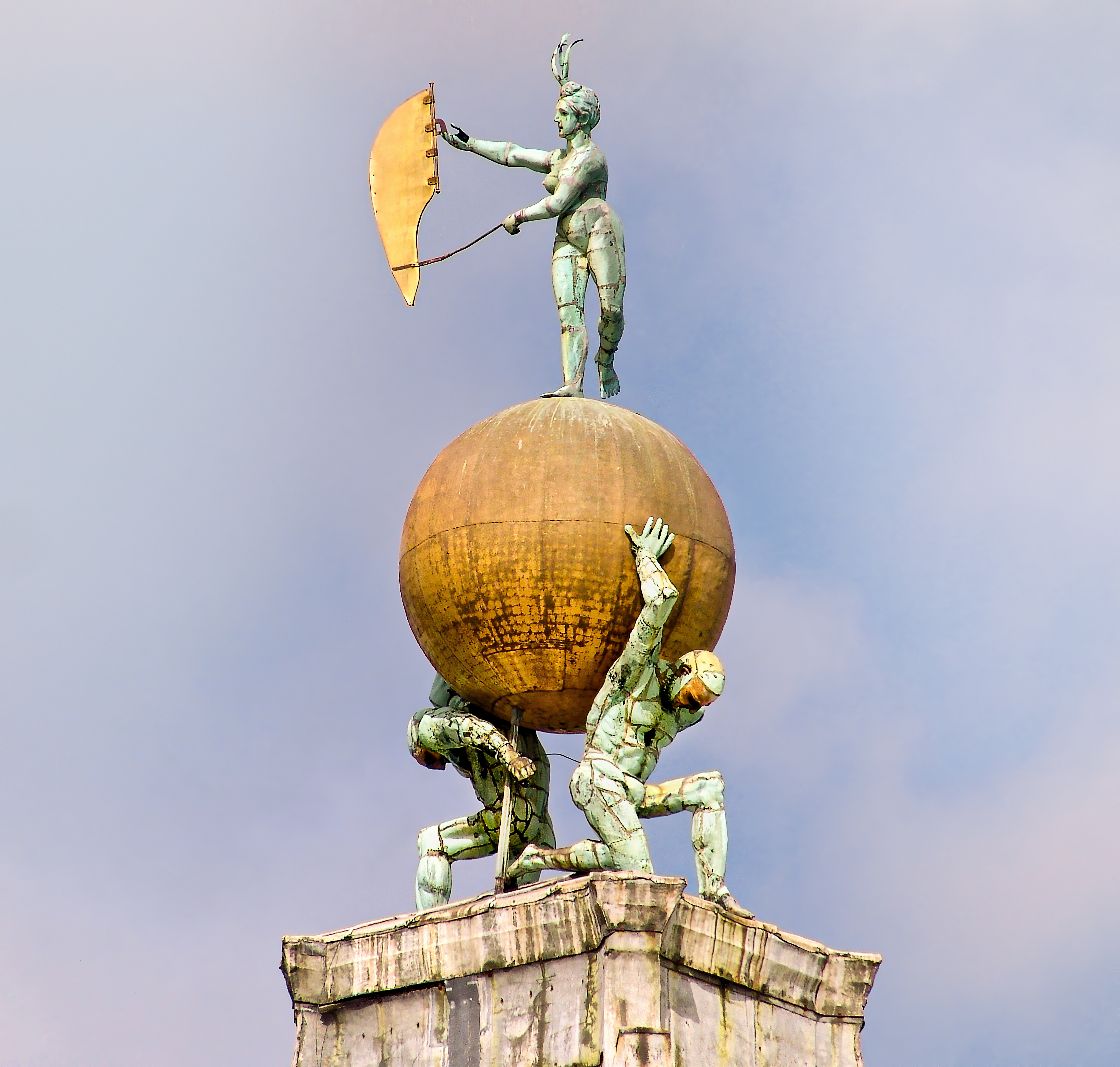
Escultura a la Dogana da Mar

L'edifici del segle XVII, obra de l'arquitecte i enginyer Giuseppe Benoni,   té una planta triangular, formada per 8 trams desenvolupats en dues plantes i està coronat per una torre coronada per la bola daurada, una esfera de bronze daurat sostinguda per dos atlants, per representar el món sobre el qual descansa l'estàtua anomenada "Occasio". Aquesta estàtua, obra de l'escultor Bernardo Falconi, representa la Fortuna, obra de l'escultor Bernardo Falconi, girant per indicar la direcció del vent i, simbòlicament, la mutabilitat de la mateixa fortuna.
En l'època de la República de Venècia, el complex, a causa de la seva posició central entre la Conca de Sant Marc i l'entrada al Gran Canal i al Canal de la Giudecca, s'utilitzava com a oficina de duanes per a béns i mercaderies objecte del comerç naval.
Unes importants obres de restauració, dutes a terme entre el gener del 2008 i el març del 2009, van permetre la creació d'un centre d'art contemporani dins del complex Dogana da Mar, connectat amb el Palazzo Grassi, dissenyat per l'arquitecte minimalista japonès Tadao Andō, assistit per un grup de professionals italians, per encàrrec del magnat de la moda francès François Pinault, propietari del Palazzo Grassi i col·leccionista d'art contemporani. L'edifici ha estat objecte de consolidació estàtica i, entre altres coses, s'han dut a terme les obres necessàries per a la protecció contra les aigües altes i per a la usabilitat per part de persones amb mobilitat reduïda; s'han instal·lat sistemes mecànics i elèctrics adequats per a la conservació i protecció de les obres d'art que s'hi exposen.
L'exterior ha estat restaurat sense afegits i és l'única part de l'estructura original que es conserva intacta. Es van reparar les imperfeccions estètiques i l'estuc i les zones danyades es van reforçar amb ancoratges d'acer inoxidable, però es van deixar exposades amb maó vist. Els interiors es van deixar nus sense tractament superficial, els maons es van substituir amb moderació. Les parets mitgeres dels dos darrers segles han estat substituïdes per habitacions rectangulars i paral·leles. La teulada va ser substituïda per una teulada similar amb gablets de fusta, amb claraboies afegides. Els nous paviments són de formigó polit vist, amb linòleum en alguns llocs. Aquesta combinació «simbolitza la unió del passat, el present i el futur».
La "signatura" de l'arquitecte japonès està representada per unes parets de formigó vistes, típiques de la seva obra, que servien en part per amagar l'equipament tecnològic necessari per a un centre d'exposicions modern, i en part per crear, just al centre de l'edifici, una gran sala quadrada.
El projecte inicialment també incloïa la construcció, al Campo della Salute, d'un parell de columnes de formigó de secció quadrada; la proposta, després de molta controvèrsia, va ser abandonada a causa de les nombroses línies de serveis públics presents en aquella zona  .

## Estació de mareògraf "Punta della Salute"

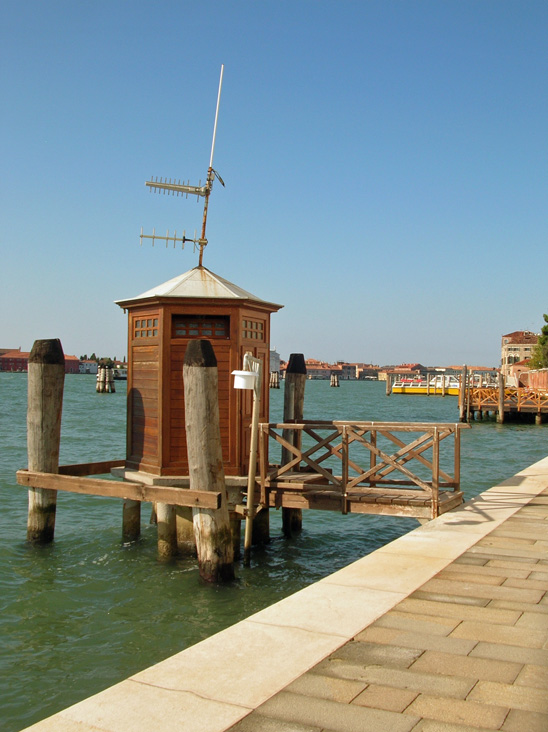
Estació de mareògraf de Punta della Salute (costat del canal Giudecca)

L'estació d'observació de marees anomenada "Punta della Salute" es va establir el 1923 (els mesuraments científics del nivell de les marees a Venècia havien començat el 1872, quan es va instal·lar el primer mareògraf prop del Palau Loredan ),  forma part de la xarxa de mareògrafs de la llacuna de Venècia (RMLV), i es pren habitualment com a referència per als nivells de les marees a la zona de la llacuna, tant en relació amb els mesuraments com amb les previsions; està composta per dues unitats de control diferents, una situada al costat del Gran Canal, i l'altra al costat del Canal de la Giudecca. Una característica important d'aquestes mesures és que el nivell de marea zero al qual es refereixen difereix del que normalment s'utilitza per mesurar el nivell del mar (que per a Venècia es mesura fora de les boques de la llacuna), prenent com a punt de referència la mateixa referència física de finals del segle XIX, fins i tot si mentrestant el terreny sobre el qual es troba Venècia ha baixat; de fet, aquestes mesures s'indiquen com a referents a "ZMPS" (Zero Mareografico Punta della Salute) o a "Rete Altimetrica dello Stato 1897".
Convencionalment, el nivell de marea de Punta della Salute correspon a -23,56 cm sobre el nivell del mar (diferència detectada el 1968  ), tot i que en les darreres dècades hi ha hagut un nou augment del nivell mitjà del mar a Venècia, eustàsia deguda en part al canvi climàtic (que a causa de la conformació de l'Adriàtic superior afecta significativament les aigües altes de Venècia), i en part a l'augment de la subsidència de la zona de la llacuna (ja el 1994 un estudi va detectar un canvi a -34 cm sobre el nivell del mar la diferència entre el zero del mareògraf de Punta della Salute i el zero del mareògraf nacional de l'Institut Hidrogràfic de la Marina de Gènova).

## Galeria d'imatges

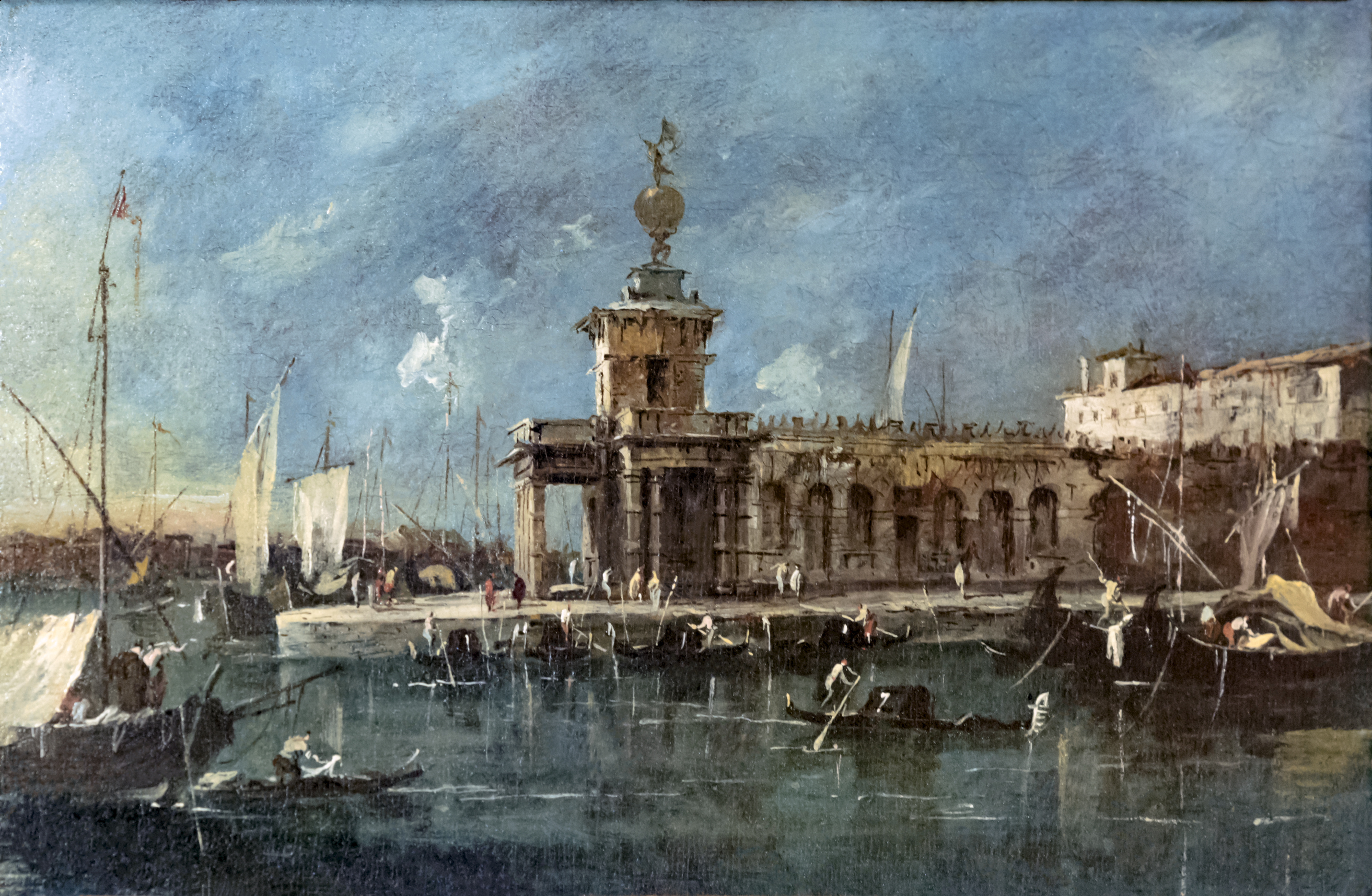
Francesco Guardi, oli sobre tela, 1765 Fundació Bemberg
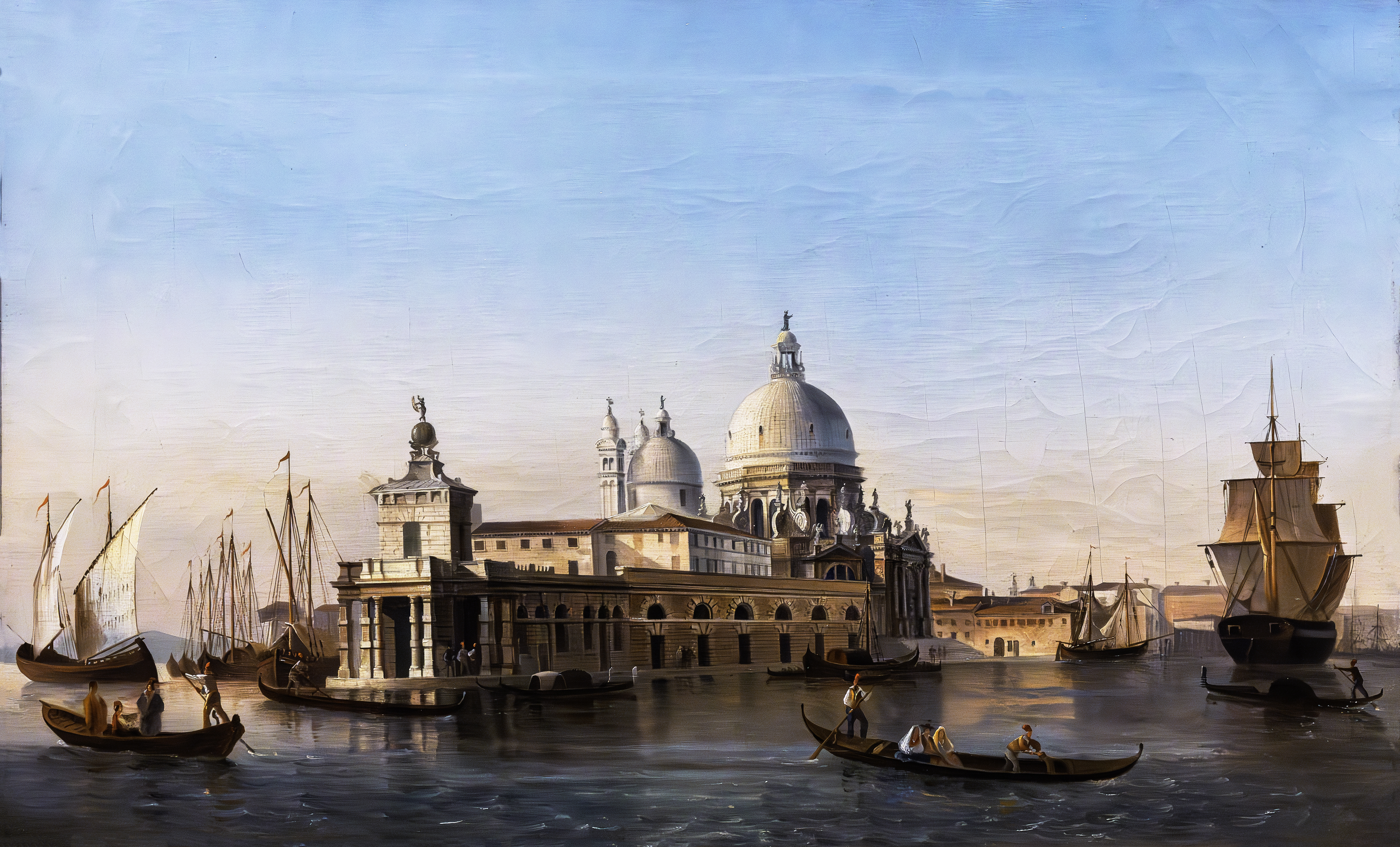
Giovanni Melan, oli sobre tela, 1825 Treviso
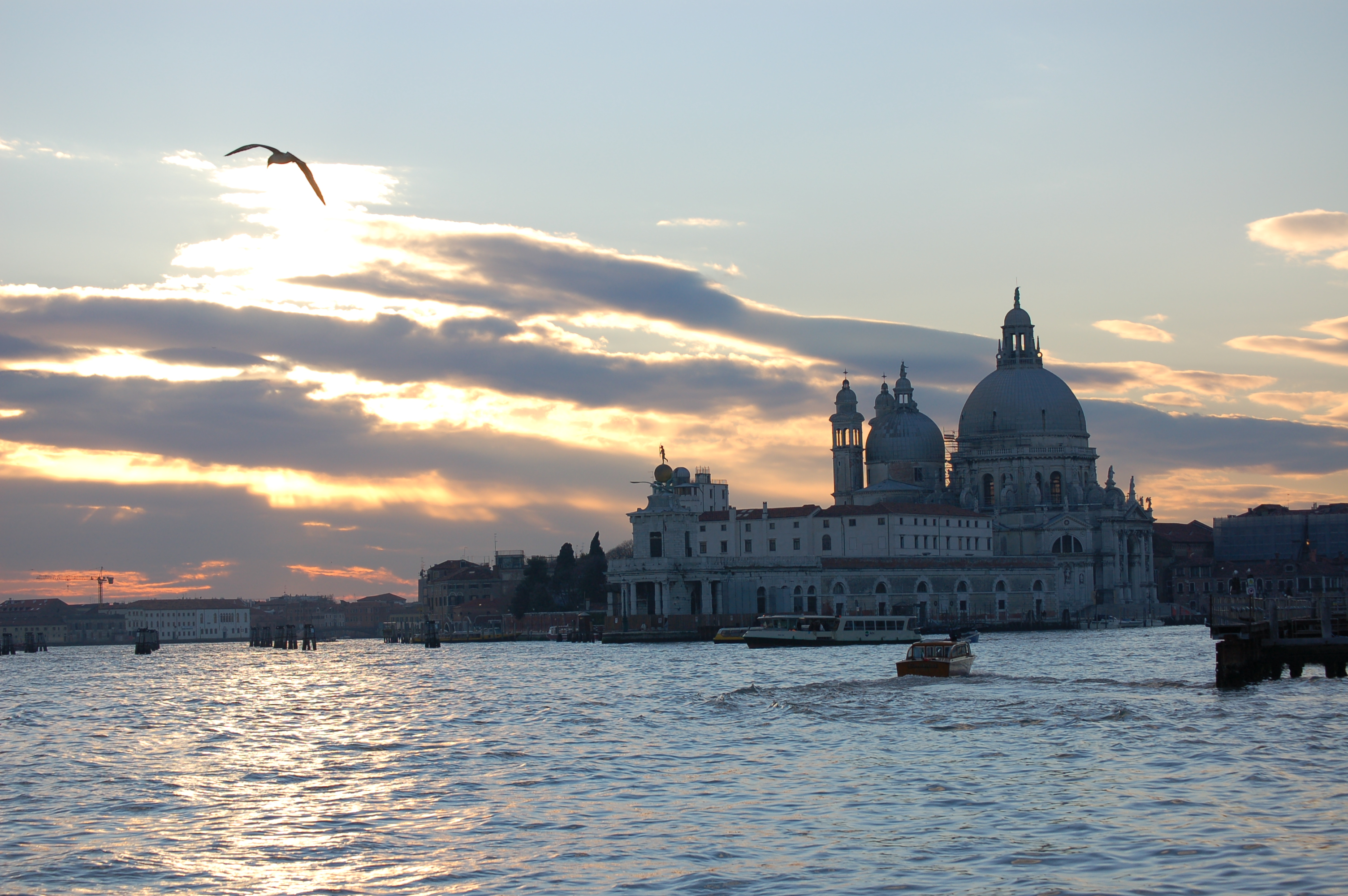